# Syndrome des éoliennes

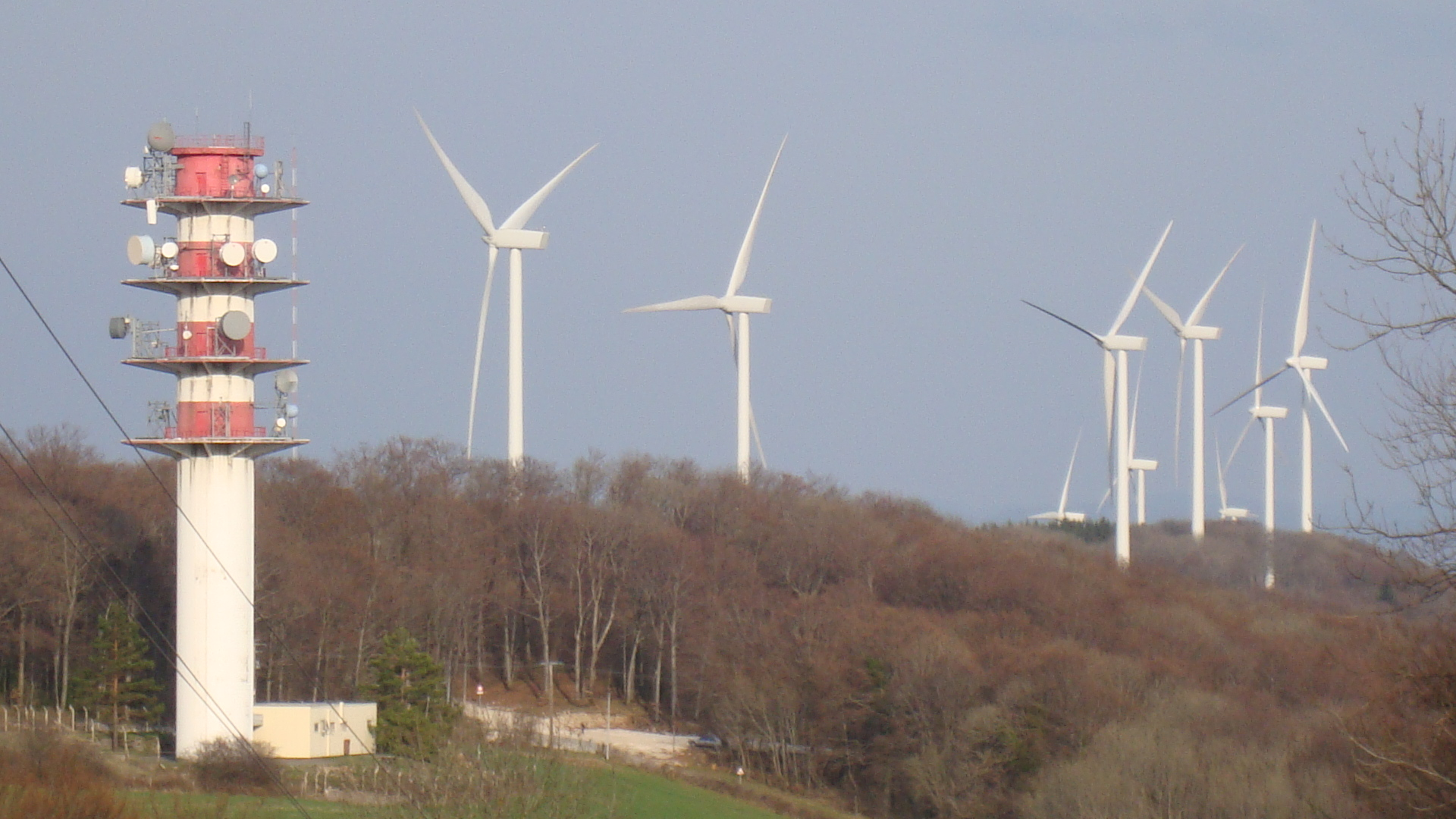
Le parc éolien du Lomont dans le département du Doubs (France)

Le syndrome des éoliennes ou syndrome des parcs éoliens est un ensemble de divers effets négatifs pour la santé que certaines personnes attribuent à la proximité des éoliennes. Les partisans de cette théorie affirment que ces effets incluent des anomalies congénitales, des cancers et la mort, sans aucun fondement scientifique,. La fréquence des événements déclarés est en corrélation avec la couverture médiatique du syndrome des parcs éoliens, et non avec la présence réelle de ces parcs,. Aucun de ces termes n'est reconnu par un système international de classification des maladies et n'apparaît dans un titre ou résumé de la base de données PubMed de la National Library of Medicine des États-Unis. Le syndrome des éoliennes a été qualifié de pseudoscience.
Un groupe d'astroturfing anti-éolien financé par l'industrie australienne des combustibles fossiles, la Fondation Waubra, a été identifié parmi les groupes impliqués dans la promotion de l'idée du syndrome des éoliennes,. Une enquête a conduit la fondation à être déchue de son statut d'organisation caritative de promotion de la santé,.

## Publications scientifiques
Depuis 2003, 25 études sur les éoliennes et la santé ont été publiées dans la littérature scientifique. Ces études n'ont trouvé aucune raison de croire que les éoliennes sont nocives pour la santé,,,,.

## Bruit et gêne
Un panel d'experts mandaté par le Massachusetts Department of Environmental Protection a conclu en 2012 qu'« il n'y a pas d'association entre le bruit des éoliennes et les mesures de détresse psychologique ou de problèmes de santé mentale ».
Une étude canadienne de 2009 a révélé qu'« une petite minorité des personnes exposées rapportent de la gêne et du stress associés à la perception du bruit... » [cependant] « La gêne n'est pas une maladie ». Le groupe d'étude a souligné que des irritations similaires sont produites par les véhicules locaux et routiers, ainsi que par les opérations industrielles et les avions.
Une revue de la littérature de 2011 a révélé que bien que les éoliennes soient associées à certains effets sur la santé, tels que les troubles du sommeil, les effets sur la santé signalés par les personnes vivant à proximité des éoliennes n'étaient probablement pas causés par les éoliennes elles-mêmes mais plutôt par « une manifestation physique d'un état contrarié ».
Une méta-étude publiée en 2014 a rapporté que parmi les études transversales de meilleure qualité, aucune association claire ou cohérente n'est observée entre le bruit des éoliennes et toute maladie signalée ou autre indicateur de danger pour la santé humaine. Le bruit des éoliennes a joué un rôle mineur par rapport à d'autres facteurs pour amener les gens à signaler une gêne dans le contexte des éoliennes.

## Impact sur la politique
Début 2019, le président des États-Unis Donald Trump a soutenu la théorie du complot selon laquelle une éolienne pourrait provoquer le cancer, ce qui a entraîné une réaction de désapprobation de la part de politiciens de tout le spectre politique, tels que les sénateurs de l'Iowa, Joni Ernst et Chuck Grassley.
Dans un rapport de 2009 sur les parcs éoliens ruraux, un comité permanent du Parlement de la Nouvelle-Galles du Sud, en Australie, a recommandé un retrait minimum de deux kilomètres entre les éoliennes et les maisons voisines, par mesure de précaution.
Malgré le manque de littérature scientifique démontrant les effets des éoliennes sur la santé, le gouvernement australien Turnbull a nommé un commissaire aux parcs éoliens en octobre 2015 pour traiter les plaintes. Le rapport annuel 2016 du Comité scientifique indépendant sur les éoliennes a été déposé au Parlement australien le 8 août 2017.

## Atténuation du bruit
Les éoliennes modernes produisent beaucoup moins de bruit que les anciennes. Les concepteurs de turbines s'efforcent de minimiser le bruit, car le bruit reflète la perte d'énergie et de rendement. Les niveaux de bruit dans les résidences voisines peuvent être générés par l'implantation des éoliennes ou la gestion opérationnelle du parc éolien.